# Ronde van Frankrijk 1922
| Route van de Ronde van Frankrijk 1922 met start en finish in Parijs. |                     |               |
| Eindklassement                                                       |                     |               |
| Algemeen klassement                                                  | Firmin Lambot       | 222h 08' 06"  |
| Tweede                                                               | Jean Alavoine       | + 41' 15"     |
| Derde                                                                | Félix Sellier       | + 43' 02"     |
| Vierde                                                               | Hector Heusghem     | + 43' 56"     |
| Vijfde                                                               | Victor Lenaers      | + 45' 32"     |
| Zesde                                                                | Hector Tiberghien   | + 1h 11' 35"  |
| Zevende                                                              | Léon Despontin      | + 2h 24' 29"  |
| Achtste                                                              | Eugène Christophe   | + 3h 25' 29"  |
| Negende                                                              | Jean Rossius        | + 3h 26' 06"  |
| Tiende                                                               | Gaston Degy         | + 3h 49' 13"  |
| Rode Lantaarn                                                        | Daniel Masson (38e) | + 65h 53' 41" |
| Ploegenklassement                                                    | Peugeot             | -             |
| Tweede                                                               | ?                   | -             |
| Derde                                                                | ?                   | -             |

De 16e editie van de Ronde van Frankrijk ging van start op 26 juni 1922 in Parijs en eindigde op 23 juli in Parijs. Er stonden 120 renners aan de start.
- Aantal ritten: 15
- Totale afstand: 5375 km
- Gemiddelde snelheid: 24.196 km/u
- Aantal deelnemers: 120
- Aantal uitvallers: 82

## Wedstrijdverloop
De Tour van 1922 was er een van wisselende kansen waarin uiteindelijk de man met de minste pech winnaar zou worden. Eugène Christophe was de eerste die op de overwinning leek af te stevenen. Maar net als in 1913 en 1919 verloor hij de wedstrijd doordat zijn vork brak en hij lopend verder moest. Jean Alavoine was de volgende geletruidrager, maar na een serie van lekke banden verloor hij hem aan Hector Heusghem. Deze op zijn beurt kreeg een uur tijdstraf omdat hij van fiets was gewisseld na een ongeluk, waardoor uiteindelijk Firmin Lambot in het geel naar Parijs reed. Een andere rijder die door pech werd uitgeschakeld was Philippe Thys, die te maken kreeg met een wielbreuk in de Pyreneeên, maar wel 5 etappes op zijn naam schreef.
Lambot werd eerste in het eindklassement zonder ook maar een ritoverwinning te boeken. Dit was voor het eerst in de historie van de Tour dat dit gebeurde. Het rennersveld bestond uit eerste klas renners en tweede klas renners. Voor beide klassen werd een apart klassement opgemaakt. Net als in de Tour van 1920, werd de Fransman Joseph Pellitier de overwinnaar in het tweede klasse klassement.

## Belgische en Nederlandse prestaties
In totaal namen er 34 Belgen en 0 Nederlanders deel aan de Tour van 1922.

### Belgische etappezeges
- Philippe Thys won de 4e etappe van Brest naar Les Sables d'Olonne, de 8e etappe van Perpignan naar Toulon, de 9e etappe van Toulon naar Nice, de 10e etappe van Nice naar Briançon en de 15e etappe van Duinkerken naar Parijs.
- Emile Masson sr. won de 11e etappe van Briançon naar Genève en de 12e etappe van Genève naar Straatsburg.
- Félix Sellier won de 14e etappe van Metz naar Duinkerken.

### Nederlandse etappezeges
- In 1922 was er geen Nederlandse etappezege.

## Etappeoverzicht
| Etappe | Start - Finish                | km     | Etappewinnaar    | Leider klassement |
| ------ | ----------------------------- | ------ | ---------------- | ----------------- |
| 1e     | Parijs - Le Havre             | 388 km | Robert Jacquinot | Robert Jacquinot  |
| 2e     | Le Havre - Cherbourg          | 364 km | Romain Bellenger | Robert Jacquinot  |
| 3e     | Cherbourg - Brest             | 405 km | Robert Jacquinot | Robert Jacquinot  |
| 4e     | Brest - Les Sables-d'Olonne   | 412 km | Philippe Thys    | Eugène Christophe |
| 5e     | Les Sables-d'Olonne - Bayonne | 482 km | Jean Alavoine    | Eugène Christophe |
| 6e     | Bayonne - Luchon              | 326 km | Jean Alavoine    | Eugène Christophe |
| 7e     | Luchon - Perpignan            | 323 km | Jean Alavoine    | Jean Alavoine     |
| 8e     | Perpignan - Toulon            | 411 km | Philippe Thys    | Jean Alavoine     |
| 9e     | Toulon - Nice                 | 284 km | Philippe Thys    | Jean Alavoine     |
| 10e    | Nice - Briançon               | 274 km | Philippe Thys    | Jean Alavoine     |
| 11e    | Briançon - Genève             | 260 km | Emile Masson sr. | Jean Alavoine     |
| 12e    | Genève - Straatsburg          | 371 km | Emile Masson sr. | Hector Heusghem   |
| 13e    | Straatsburg - Metz            | 300 km | Federico Gay     | Firmin Lambot     |
| 14e    | Metz - Duinkerke              | 433 km | Félix Sellier    | Firmin Lambot     |
| 15e    | Duinkerke - Parijs            | 340 km | Philippe Thys    | Firmin Lambot     |

## Klassementsleiders na elke etappe
| Etappe         | Gele trui         |
| 1              | Robert Jacquinot  |
| 2              | Robert Jacquinot  |
| 3              | Robert Jacquinot  |
| 4              | Eugène Christophe |
| 5              | Eugène Christophe |
| 6              | Eugène Christophe |
| 7              | Jean Alavoine     |
| 8              | Jean Alavoine     |
| 9              | Jean Alavoine     |
| 10             | Jean Alavoine     |
| 11             | Jean Alavoine     |
| 12             | Hector Heusghem   |
| 13             | Firmin Lambot     |
| 14             | Firmin Lambot     |
| 15             | Firmin Lambot     |
| Eindklassement | Firmin Lambot     |

 winnaars gele trui · 
 puntenklassement · 
 bergklassement · 
 jongerenklassement · 
 tussensprintklassement · 
 combinatieklassement · 
 ploegenklassement · 
 strijdlust · 
rode lantaarn
records · meeste deelnames · ranglijst etappewinnaars · bekende beklimmingen · valpartijen · dopinggevallen · Grand Départ · Souvenir Henri Desgrange
1903 · 
1904 · 
1905 · 
1906 · 
1907 · 
1908 · 
1909 · 
1910 · 
1911 · 
1912 · 
1913 · 
1914 ·
1915 ·
1916 ·
1917 ·
1918 · 
1919 · 
1920 · 
1921 · 
1922 · 
1923 · 
1924 · 
1925 · 
1926 · 
1927 · 
1928 · 
1929 · 
1930 · 
1931 · 
1932 · 
1933 · 
1934 · 
1935 · 
1936 · 
1937 · 
1938 · 
1939 · 
1940 ·
1941 ·
1942 ·
1943 ·
1944 ·
1945 ·
1946 ·
1947 · 
1948 · 
1949 · 
1950 · 
1951 · 
1952 · 
1953 · 
1954 · 
1955 · 
1956 · 
1957 · 
1958 · 
1959 · 
1960 · 
1961 · 
1962 · 
1963 · 
1964 · 
1965 · 
1966 · 
1967 · 
1968 · 
1969 · 
1970 · 
1971 · 
1972 · 
1973 · 
1974 · 
1975 · 
1976 · 
1977 · 
1978 · 
1979 · 
1980 · 
1981 · 
1982 · 
1983 · 
1984 · 
1985 · 
1986 · 
1987 · 
1988 · 
1989 · 
1990 · 
1991 · 
1992 · 
1993 · 
1994 · 
1995 · 
1996 · 
1997 · 
1998 · 
1999 · 
2000 · 
2001 · 
2002 · 
2003 · 
2004 · 
2005 · 
2006 · 
2007 · 
2008 · 
2009 · 
2010 · 
2011 · 
2012 · 
2013 · 
2014 · 
2015 · 
2016 · 
2017 · 
2018 · 
2019 ·
2020 · 
2021 · 
2022 · 
2023 · 
2024 · 
2025